# Karl Jurzyca
Karl Jurzyca (zm. 6 czerwca 1906 w Karwinie) – niemiecki taternik, alpinista i działacz turystyczny.
Karl Jurzyca był wieloletnim i aktywnym działaczem niemieckiej organizacji turystycznej Beskidenverein. Taternictwo zaczął uprawiać ok. 1897 roku, wspinał się głównie ze spiskoniemieckimi przewodnikami tatrzańskimi. Dwukrotnie podejmował próby zdobycia wówczas dziewiczego Ostrego Szczytu, obie były jednak nieudane. Pierwsza próba miała miejsce 30 czerwca 1901 roku, jego towarzyszem był wówczas przewodnik Johann Hunsdorfer (junior). Dotarli wtedy do dzisiejszego Siodełka Jurzycy we wschodniej grani Ostrego Szczytu, z przełęczy tej wycofali się poprzez północną ścianę. Druga próba miała miejsce jeszcze w tym samym roku, Jurzyca wycofał się spod północnej ściany z powodu ociekających wodą skał. Dostrzegł wtedy jednak szlak, którym następnego roku Karol Englisch podjął udaną próbę zdobycia wierzchołka.
O swoich tatrzańskich wycieczkach napisał kilka artykułów, które ukazały się w niemieckiej prasie turystycznej. Dnia 6 czerwca 1906 roku został zamordowany przez bandytów.
Jurzyca upamiętniony został nazwami kilku tatrzańskich obiektów, m.in. Płyty Jurzycy na Batyżowieckim Szczycie oraz Zęba Jurzycy i Siodełka Jurzycy we wschodniej grani Ostrego Szczytu.

## Ważniejsze tatrzańskie osiągnięcia wspinaczkowe
- pierwsze wejście wschodnią ścianą na Szatana,
- pierwsze wejście na Batyżowiecki Szczyt, wraz z Józefem Galko-Rusnákiem,
- wejście nową drogą od południowego wschodu na Pośrednią Basztę.